# Crysis 3
Crysis 3 je prvoosebna videoigra, ki jo je razvil Crytek in jo leta 2013 objavil Electronic Arts za Microsoft Windows, PlayStation 3 in Xbox 360 . To je tretja glavna igra serije <i id="mwFA">Crysis</i>, nadaljevanje video igre Crysis 2 iz leta 2011. Del igre za več igralcev je razvil Crytek UK . Zgodba Crysis 3 se vrti okoli preroka, imetnik nano obleke, ki si prizadeva, da bo maščeval Alpha Cephu, vodji tuje rase Ceph. Zgodba igre je konec trilogije Crysis . Igranje se vrti okoli uporabe nano obleke, ki igralcem daje različne sposobnosti, kot so nevidnost. Nove funkcije, predstavljene v Crysis 3, vključujejo novo sposobnost nano obleke, imenovano "Rip & Throw", sestavljeni lok in "hekersko" funkcijo, ki igralcem omogoča vdor v sovražnikovo opremo, brezpilotne zrakoplove in varnostno obrambo.
Igra je postavljena v postapokaliptični New York City, da bi združila urbano pokrajino Crysis 2 in gozdno okolje prvotne igre Crysis. Igra predstavlja "Sedem čudes", pri čemer ima vsako čudo svojo edinstveno pokrajino in taktično postavitev. Zaradi pritožb glede linearnosti Crysis 2 so se ravni v igri odprle, da bi igralcem omogočili večjo svobodo. Razvojna skupina si je prizadevala tudi za ustvarjanje bolj čustvene zgodbe, protagonista zgodbe pa je navdihnil glavni lik filma ,,District 9". Igro je v 23-mesečnem razvojnem ciklusu razvila skupina 100 ljudi. Crytek UK je razvil del igre za več igralcev.
Uradno objavljeno aprila 2012, je Crysis 3 ob izidu prejel pozitivne ocene. Pohvala je bila namenjena izbiri in prilagajanju orožja, menijem, vizualnim elementom in več igralcem, kritizirali pa so jo zaradi zgodbe, zasnove nivoja, dolžine igre in zastarele mehanike v primerjavi s predhodniki. S proračunom 66 milijonov dolarjev je bila igra v prvem mesecu prodana v 205.000 izvodih in je za Electronic Arts postala komercialni neuspeh. Igra je bila kasneje vključena v The Crysis Trilogy, sveženj iger, izdan februarja 2014.